# Френски мандат в Сирия и Ливан
Мандатът в Сирия и Ливан (на френски: Mandat pour la Syrie et le Liban, на арабски: الانتداب الفرنسي على سوريا ولبنان, романизирано: al-intidāb al-faransī ʻalā sūriyā wa-lubnān, също познат като Левантински държави; 1923−1946), е мандат на Обществото на народите, основан след Първата световна война и разделянето на Османската империя и засягащ Сирия и Ливан. Мандатната система трябва да се различава от колониализма, като управляващата държава трябва да действа като попечител, докато жителите не бъдат счетени за подходящи за самоуправление. В този момент мандатът приключва и се ражда Суверенната държава.
През двете години, последвали края на войната през 1918 г., и в съответствие със Споразумението „Сайкс-Пико“, подписано на 16 май 1916 г. от Обединеното кралство и Третата френска република, британците държат контрол над по-голямата част от Османска Месопотамия (днешен Ирак) и южната част на Османска Сирия (Палестина и Трансйордания), докато французите контролират останалата част от Османска Сирия (включително Ливан, Александрета и части от Киликия). В началото на 20-те години британският и френският контрол върху тези територии се формализира от мандатната система на Обществото на народите. А на 29 септември 1923 г. на Франция е възложен мандат на Обществото на народите за Сирия, който включва територията на днешен Ливан и Александрета в допълнение към съвременна Сирия.
Администрацията на региона под французите се осъществява чрез  различни правителства и територии, включително Сирийската федерация (1922-1924), Държавата Сирия (1925-1930) и Първата сирийска република (1930-1946), както и по-малки държави: Голям Ливан, Алавитската държава и Държава Джабал ал-Друз. Държавата Хатай е анексирана от Турция през 1939 г. Френският мандат продължава до 1946 г., когато френските войски в крайна сметка напускат Сирия и Ливан, които са обявили независимост по време на Втората световна война.

## Предистория
С поражението на османците в Сирия британските войски под командването на генерал Едмънд Алънби, влизат в Дамаск през 1918 г., придружени от войските на Арабското въстание, водени от Фейсал, син на Хюсеин бин Али ал-Хашими, крал на Хиджаз. Фейсал създава първото ново следвоенно арабско правителство в Дамаск през октомври 1918 г. и назначава Али Рикаби за военен губернатор.
Новата арабска администрация формира местни правителства в големите сирийски градове, а панарабското знаме е издигнато в цяла Сирия. Арабите се надяват, с вяра в по-ранните британски обещания, че новата арабска държава ще включва всички арабски земи, простиращи се от Халеб в Северна Сирия до Аден в Южен Йемен. Въпреки това, в съответствие с тайното споразумение Сайкс-Пико между Великобритания и Франция, генерал Алънби възлага на арабската администрация само вътрешните региони на Сирия (източната зона). Палестина (южната зона) е запазена за британците. На 8 октомври френските войски влизат в Бейрут и окупират ливанския крайбрежен регион на юг до Накура (западната зона), като заменят британските войски там. Французите незабавно разпускат местните арабски правителства в региона.
Франция изисква пълно прилагане на споразумението Сайкс-Пико, като Сирия е под неин контрол. На 26 ноември 1919 г. британските сили се изтеглят от Дамаск, за да избегнат конфронтация с французите, оставяйки арабското правителство да се изправи срещу Франция. Фейсал пътува няколко пъти до Европа от ноември 1918 г., опитвайки се да убеди Франция и Великобритания да променят позициите си, но без успех. Решимостта на Франция да се намеси в Сирия е показана от назначаването на генерал Анри Гуро за върховен комисар в Сирия и Киликия. На Парижката мирна конференция (януари 1919 г.) Фейсал се оказва в още по-слаба позиция, когато европейските сили решават да се откажат от обещанията, дадени на арабите.
През май 1919 г. се провеждат избори за Сирийския национален конгрес, който се събира в Дамаск. 80% от местата отиват у консерваторите. Въпреки това малцинството включва динамични арабски националистически фигури като Джамил Мардам Бей, Шукри ал-Куватли, Ахмад ал-Кадри, Ибрахим Ханано и Рияд ас-Солх. Ръководител е умереният националист Хашим ал-Атаси.
През юни 1919 г. американската комисия Кинг-Крейн пристига в Сирия, за да проучи местното обществено мнение за бъдещето на страната. Компетентността на комисията се простира от Халеб до Беер Шева. Те посещават 36 големи града, срещат се с повече от 2000 делегации от повече от 300 села и получават повече от 3000 петиции. Техните заключения потвърждават противопоставянето на сирийците на мандата в тяхната страна, както и на Декларацията на Балфур и тяхното искане за обединена Велика Сирия, обхващаща Палестина. Заключенията на комисията са игнорирани както от Великобритания, така и от Франция.
Размириците избухват в Сирия, когато Фейсал приема компромис с френския министър-председател Клемансо. Избухват антихашемитски демонстрации и мюсюлманските жители в и около планината Ливан се разбунтуват от страх да не бъдат включени в новата, предимно християнска държава Голям Ливан. Част от претенциите на Франция за тези територии в Левант е, че Франция е била призната за защитник на малцинствените християнски общности от Османската империя.
През март 1920 г. Конгресът в Дамаск приема резолюция, отхвърляща споразуменията Фейсал-Клемансо. Конгресът обявява независимостта на Сирия в нейните естествени граници (включително Южна Сирия или Палестина) и провъзгласява Фейсал за крал на всички араби. Фейсал кани Али Рикаби да състави правителство. Конгресът също така провъзгласява политически и икономически съюз със съседен Ирак и поисква неговата независимост.
На 25 април върховният междусъюзнически съвет, който формулира Договора от Севър, предоставя на Франция мандата на Сирия (включително Ливан) и дава на Великобритания мандата на Палестина (включително Йордания) и Ирак. Сирийците реагират с бурни демонстрации и на 7 май 1920 г. е сформирано ново правителство, оглавявано от Хашим ал-Атаси. Новото правителство решава да организира всеобща наборна повинност и започва формирането на армия.
Тези решения предизвикват неблагоприятни реакции от Франция, както и от маронитската патриаршия на планината Ливан, която осъжда решенията като държавен преврат. В Бейрут християнската преса изразява своята враждебност към решенията на правителството на Фейсал. Ливанските националисти използват кризата срещу правителството на Фейсал, за да свикат съвет на християнски фигури в Баабда, който провъзгласява независимостта на Ливан на 22 март 1920 г.
На 14 юли 1920 г. генерал Гуро издава ултиматум на Фейсал, като му дава избор между подчинение или абдикация. Осъзнавайки, че балансът на силите не е в негова полза, Фейсал избира да сътрудничи. Въпреки това младият военен министър Юсуф ал-Азмех отказва да се подчини. В произтичащата от това френско-сирийска война сирийските войски под командването на ал-Азмех, съставени от малкото останали войски на арабската армия заедно с бедуински конници и цивилни доброволци, се срещат с по-добре обучените 12 000 френски сили под командването на генерал Мариано Гойбет в битката при Майсалун (24 юли). Французите печелят битката за по-малко от ден и Азме загива на бойното поле заедно с мнозина от сирийските войски, докато останалите войски вероятно дезертират. Генерал Гойбет превзема Дамаск с малка съпротива на 24 юли 1920 г., а мандатът е написан в Лондон две години по-късно на 24 юли 1922 г.

## Държави, създадени по време на френския мандат
Пристигайки в Ливан, французите са приети като освободители от християнската общност, но в останалата част на Сирия срещат силна съпротива. 
Мандатният регион е разделен на шест държави: Дамаск (1920 г.), Халеб (1920 г.), Алавитска (1920 г.), Джабал ал-друз (1921 г.), автономният санджак Александрета (1921 г., съвременен Хатай) и Голям Ливан (1920 г.), която по-късно става съвременната държава Ливан. Границите на тези държави се основават отчасти на фракционистката география в Сирия. Много от различните сирийски фракции са враждебни към френския мандат и към създаденото от него разделение, както се вижда от многобройните бунтове, които французите срещат във всички сирийски държави. Маронитските християни от планината Ливан, от друга страна, са общност с мечта за независимост, която се осъществява под французите. Следователно Голям Ливан е изключение сред новосформираните държави. 
На Франция са нужни три години от 1920 до 1923 г., за да получи пълен контрол над Сирия и да потуши всички бунтове, които избухват, особено в алавитските територии, планината Ед Друз и Халеб. Въпреки че има въстания в различните държави, французите умишлено дават на различни етнически и религиозни групи в Левант собствените им земи с надеждата да удължат управлението си. Французите се надяват да раздробят различните групи в региона, за да смекчат подкрепата за сирийското националистическо движение, което се стреми да сложи край на колониалното управление. Администрацията на държавните правителства е силно доминирана от французите. Местните власти получават много малко правомощия и нямат правомощия да решават независимо политиката. Малката власт, която имат местните лидери, лесно може да бъде отменена от френските служители. Французите правят всичко по силите си, за да попречат на хората в Леванта да развият самодостатъчни органи на управление.

### Държава Голям Ливан
На 3 август 1920 г. Arrêté 299 на Haut-comissariat de la République française en Syrie et au Liban свързва казите Хасбая, Рачая, Маалака и Баалбек с това, което тогава е известно като Автономна територия на Ливан. Тогава на 31 август 1920 г. генерал Гуро подписва Arrêté 318, определящ границите на държавата Голям Ливан, с обяснителни бележки, в които се посочва, че Ливан ще бъде третиран отделно от останалата част от Сирия. На 1 септември 1920 г. генерал Гуро публично провъзгласява създаването на държавата Голям Ливан (на френски: État du Grand Liban, на арабски: دولة لبنان الكبير) на церемония в Бейрут.
Голям Ливан е създаден от Франция, за да бъде сигурно убежище за маронитското население от мутасарифия (османската административна единица) на планински Ливан. Планината Ливан – област с маронитско мнозинство, се радва на различни степени на автономия по време на османската епоха. Въпреки това, в допълнение към маронитската мутасарафия, са добавени други, главно мюсюлмански региони,  образувайки Голям Ливан. Тези региони днес съответстват на Северен Ливан, Южен Ливан, долината Бика и Бейрут. Столицата на Голям Ливан е Бейрут. Новата държава получава знаме, сливащо френското знаме с ливанския кедър. Маронитите са мнозинство в Ливан и успяват да запазят своята независимост; независимост, която създава уникален прецедент в арабския свят, тъй като Ливан е първата арабска страна, в която християните не са малцинство. Държавата Голям Ливан съществува до 23 май 1926 г., след което става Ливанската република . 
Повечето мюсюлмани в Голям Ливан отхвърлят новата държава при нейното създаване. Някои смятат, че непрекъснатото искане на мюсюлманите за обединение със Сирия в крайна сметка е довело до въоръжения конфликт между мюсюлмани и християни през 1958 г., когато ливанските мюсюлмани искат да се присъединят към новопровъзгласената Обединена арабска  република, докато ливанските християни са силно против.  Въпреки това повечето членове на ливанските мюсюлмански общности и техните политически елити са отдадени на идеята да бъдат ливански граждани до края на 30-те години, въпреки че също са склонни да подхранват арабските националистически настроения.

### Алавитска държава
На 19 август 1920 г. генерал Гуро подписва Arrêté 314, който добавя към автономния санджак Александрета казите Джиср ел-Чугур, мадриите Бахер и Буджак (каза Латакия), мудрие Кинсаба (каза Сахюн) „с изглед към образуването на териториите на Голям Ливан и планините Ансария“; където районът „Планини Ансария“ трябва да се превърне в Алавитската държава. На 31 август 1920 г. – същия ден, в който е подписан указът за създаване на Голям Ливан, генерал Гуро подписва Arrêté 319, определящ границите на Алавитската държава, и Arrêté 317, добавяйки каза Масиаф (Омрание) към новата държава.
Алавитската държава (на френски: État des Alaouites, на арабски: دولة العلويين) се намира на сирийския бряг и включва мнозинството от алавитите – клон на Шиитския ислям. Пристанищният град Латакия е столица на тази държава. Първоначално това е автономна територия под френско управление, известна като „Алавитски територии“. Тя става част от Сирийската федерация през 1922 г., но напуска федерацията отново през 1924 г. и става „Алавитска държава“. На 22 септември 1930 г. е преименувана на „Независимо управление на Латакия“. Населението по това време е 278 000 души. Правителството на Латакия най-накрая се присъединява към Сирийската република на 5 декември 1936 г. Тази държава става свидетел на няколко въстания срещу французите, включително това на Салих ал-Али (1918–1920).
На 28 юни 1922 г. Arrêté 1459 създава „ Федерация на автономните държави на Сирия“, която включва държавите Халеб, Дамаск и Алавитска. Въпреки това две години и половина по-късно, на 5 декември 1924 г., Arrêté 2979 и Arrêté 2980 създават Алавитската държава като независима държава със столица Латакия и отделно обединяват държавите Халеб и Дамаск в една държава, наречена „État de Syrie “ („Държава Сирия“), официално създадена на 1 януари 1925 г.
През 1936 г. както Джебел ал-Друз, така и Алавитската държава са включени в Държава Сирия.

### Държава Сирия
На 1 септември 1920 г., ден след създаването на Голям Ливан и Алавитската държава, Arrêté 330 отделя от предишното „Губернаторство Дамаск“ (на френски: "Gouvernement de Damas") независимото губернатоство, известно като „Губернаторство Халеб“ ("Gouvernement d'Alep"), включително автономния санджак Александрета, който запазва административната си автономия. Термините „Губернаторство Халеб“ „Губернаторство Дамаск“ се използват взаимозаменяемо с „Държава  Халеб “ и „Държава Дамаск“ – например Arrete 279 от 1 октомври 1920 г. посочва в преамбюла си „Vu l 'arrêté No 330 du 1er Septembre 1920 créant l'État d'Alep".
Държавата Халеб (1920–1925 г., на френски: État d'Alep, на арабски: دولة حلب) включва мнозинството мюсюлманите сунити. Тя покрива Северна Сирия в допълнение към целия плодороден басейн на река Ефрат в Източна Сирия. Тези региони представляват голяма част от земеделското и минерално богатство на Сирия. Автономният санджак Александрета е добавен към държавата Халеб през 1923 г. Столицата е северният град Халеб, който има големи християнски и еврейски общности в допълнение към сунитските мюсюлмани. Държавата включва и малцинства от шиити и алавити. Етнически кюрди и асирийци населяват източните региони заедно с арабите. Генералните управители на държавата са Кямил Паша ал-Кудси (1920–1922), Мустафа Бей Бармада (1923) и Мар'и Паша ал-Малах (1924-1925).
Държавата Дамаск е френски мандат от 1920 до 1925 г. Столицата е Дамаск.
Основно сунитското население на държавите Халеб и Дамаск е категорично против разделянето на Сирия. Това води до бързия й край през 1925 г., когато Франция обединява държавите Халеб и Дамаск в Държава Сирия.

### Санджак Александрета
Санджак Александрета става автономна провинция на Сирия съгласно член 7 от френско-турския договор от 20 октомври 1921 г.: „За санджак Александрета се установява специален административен режим. Турският език ще бъде официално признат“.
През 1923 г. Александрета е присъединена към Държавата Халеб, а през 1925 г. е директно прикрепена към френския мандат на Сирия, все още със специален административен статут. Санджакът получава автономия през ноември 1937 г. в споразумение с посредничеството на Лигата. Съгласно новия си статут санджакът стана „отделен, но не отделен“ от френския мандат на Сирия на дипломатическо ниво, свързан както с Франция, така и с Турция по въпроси на отбраната.
През 1938 г. турските военни навлизат в сирийската провинция и изгонват повечето от нейните арабски и арменски жители алавити. Преди това алавитските араби и арменци са по-голямата част от населението на Александрета.
Разпределението на местата в събранието на санджака се основава на преброяването от 1938 г., проведено от френските власти под международно наблюдение. Събранието е назначено през лятото на 1938 г., а френско-турският договор за уреждане на статута на санджака е подписан на 4 юли 1938 г.
На 2 септември 1938 г. събранието провъзгласява санджак Александрета за държавата Хатай. Републиката просъществува една година под съвместен френски и турски военен контрол. Самото име Хатай е предложено от Мустафа Кемал Ататюрк и правителството е под турски контрол. През 1939 г., след народен референдум, държавата Хатай става турска провинция.

### Държава Джабал ал-Друз
На 24 октомври 1922 г. Arrêté 1641 създава Автономната държава Джабал ал-Друз (на френски: État autonome du Djebel druze). Създадена е за друзкото население на Южна Сирия. Има население от около 50 000 души и столица в Ас-Сувейда. 
През 1936 г. както Джабал ал-Друз, така и Алавитската държава са включени в Държавата Сирия.

## Искания за автономия непредоставени от френските мандатни власти

### Провинция Ал-Джазира
През 1936–1937 г. има известна автономистка агитация сред асирийците и кюрдите, подкрепяни от някои бедуини, в провинция Ал-Джазира. Нейните партизани искат френските войски да останат в провинцията в случай на сирийска независимост, тъй като се страхуват, че националистическото правителство в Дамаск ще замени чиновниците от малцинството с мюсюлмански араби от столицата. Френските власти отказват да обмислят нов статут на автономия в Сирия.

### Голански регион
В Кунейтра и Голанския район има значителна черкезка общност. По същите причини като техните асирийски, кюрдски и бедуински колеги в провинция Джазира през 1936–1937 г., няколко черкезки лидери искат специален статут на автономия за своя регион през 1938 г., тъй като се страхуват от перспективата да живеят в независима сирийска република под националистическо арабско правителство, враждебно настроено към малцинствата. Те също искат Голанският регион да стане национална родина за черкезките бежанци от Кавказ. Един черкезки батальон служи във френската армия на Леванта и й помага срещу арабските националистически въстания. Както и в провинция Джазира, френските власти отказват да предоставят статут на автономия на голанските черкези.

## Икономика
Още през 1921 г. французите искат да развият селскостопанския сектор и след проучване за осъществимост на Union Economique de Syrie Североизточна Сирия и Алавитската държава са счетени за печеливши за отглеждането на памук. Инвестициите започват през 1924 г., но до 30-те години е необходимо да се произведе повече от нивото, достигнато през 1925 г. До 1933 г. Палестина е най-големият вносител на сирийски стоки, докато французите държат дял от 7,5% от вноса. Между двете световни войни Франция става най-големият търговец на стоки от френския мандат. От 1933 г. нататък Япония също е голям източник за внос.

## Кралство Сирия (1918 – 1920)

### Правителствени ръководители
- Мохамед Саид ал-Джазаири (30 септември 1918)
- Али Рида Баша ал-Рикаби (30 септември – 5 октомври 1918)
- Емир Фейсал (5 октомври 1918 – 8 март 1920)

### Крале
- Фейсал I (8 март 1920 – 29 юли 1920)

## Френски мандат в Сирия (1920 – 1939)

### Действащи държавни глави
- Аладин ал-Друби (28 юли – 21 август 1920)
- Джамил ал-Улши (4 септември – 30 ноември 1920)

### Президент
- Субхи Бей Баракат ал Халиди (28 юни 1922 – 1 януари 1925)

### Държавни глави
- Субхи Бей Баракат ал Халиди (1 януари – 21 декември 1925)
- Франсоа Пиер-Алип (действащ) (9 февруари – 28 април 1926)
- „Ал-Дамад“ Ахмед Нами (28 април 1926 – 15 февруари 1928)
- Тадж ал-Дин ал-Хасани (действащ) (15 февруари 1928 – 19 ноември 1931)
- Леон Соломиак (действащ) (19 ноември 1931 – 11 юни 1931)

### Президенти
- Мохамед Али Бей ал-Абид (11 юни 1932 – 21 декември 1936)
- Хашим ал-Атаси (21 декември 1936 – 7 юли 1939)

## Върховни комисари
- 26 ноември 1919 – 23 ноември 1922: Анри Гуро
- 23 ноември 1922 г. – 17 април 1923 г.: Робер дьо Ке (действащ)
- 19 април 1923 – 29 ноември 1924: Максим Вейган
- 29 ноември 1924 г. – 23 декември 1925 г.: Морис Сарал
- 23 декември 1925 – 23 юни 1926: Анри дьо Жувнел
- Август 1926 – 16 юли 1933: Огюст Анри Понсо
- 16 юли 1933 – януари 1939: Дамиен дьо Мартел
- Януари 1939 – ноември 1940: Габриел Пуо
- 24 ноември 1940 г. – 27 ноември 1940 г.: Жан Шиап (умира при полета за встъпване в длъжност)
- 6 декември 1940 – 16 юни 1941: Анри Денц
- 24 юни 1941 – 7 юни 1943: Жорж Катру
- 7 юни 1943 г. – 23 ноември 1943 г.: Жан Ельо
- 23 ноември 1943 – 23 януари 1944: Ив Шатеньо
- 23 януари 1944 г. – 1 септември 1946 г.: Етиен Пол-Емил-Мари Бейне